# Třída Gawron
Třída Gawron (jinak též: Projekt 621) byla plánovaná třída víceúčelových korvet polského námořnictva. Jednalo se o verzi A-100 modulárního systému MEKO, produkovaného loděnicí Blohm + Voss. Původně byla plánována stavba až šesti korvet této třídy (některé zdroje hovoří o sedmi). Stavba prototypové jednotky Ślązak byla zahájena roku 2001, potýkala se však s nedostatkem financí. V roce 2012 byl proto celý program, jakožto zbytečně nákladný, zrušen. Jediná rozestavěná jednotka Ślązak byla dokončena jako oceánská hlídková loď. Je to první moderní hlídková loď postavená v Polsku po 21 letech. Stavba samotného plavidla přitom trvala plných 18 let.

## Pozadí vzniku

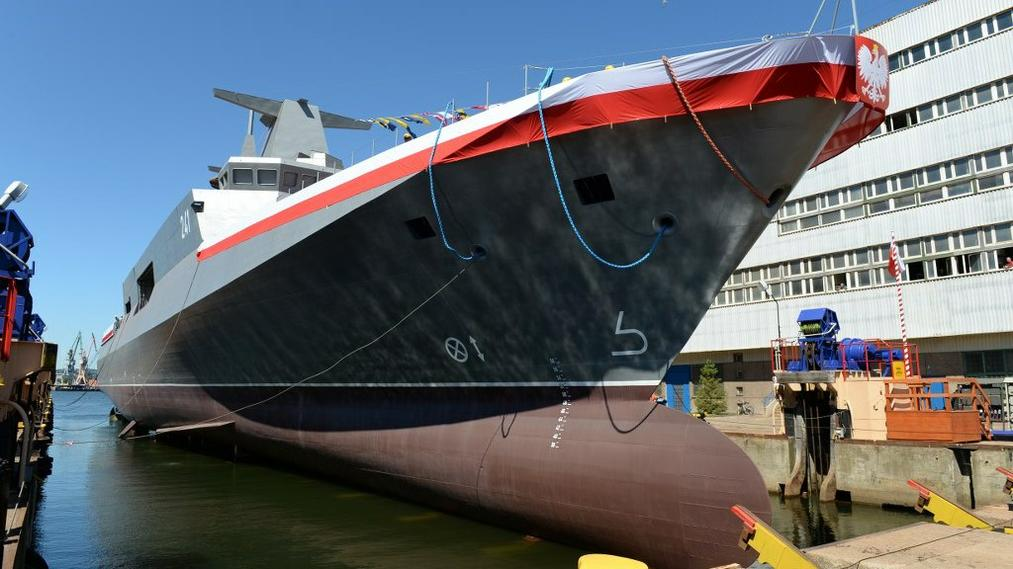
Hlídková loď ORP Ślązak (241) při spuštění na vodu

Ambiciózní program stavby této třídy zahájil roku 2001 polský premiér Leszek Miller. Původně byla plánována stavba šesti korvet. Kýl prototypové jednotky Ślązak byl založen v roce 2001, přičemž žádná další už rozestavěna nebyla. Práce na korvetě Ślązak se dlouhodobě vlekly pro nedostatek financí a teprve v roce 2009 byl její trup neoficiálně spuštěn na vodu. Celý stavební program byl seškrtán na dvě korvety a nakonec na pouhou jednu. Nakonec byl v roce 2012 jako příliš nákladný zcela zrušen. V době ukončení programu bylo prostavěno 402 milionů zlotých.
Nějaký čas byl nejasný osud rozestavěné korvety Ślązak. Nakonec bylo rozhodnuto plavidlo dokončit v podobě oceánské hlídkové lodě, tedy s výrazně omezenou výzbrojí a dalším vybavením. Spuštění na vodu a křest plavidla proběhly 2. července 2015. Námořní zkoušky byly zahájeny v listopadu 2018. Hlídková loď ORP Ślązak (241) byla do služby přijata 28. listopadu 2019.

## Konstrukce

### Korveta
Výběr zbraňových a elektronických systémů nebyl, v době ukončení programu, ještě uzavřen. Ivo Pejčoch možnou výzbroj popsal následovně: jeden 76mm kanón OTO Melara v dělové věži na přídi, osm protilodních střel RBS-15 Mk 3, osminásobné vertikální odpalovací silo pro 32 protiletadlových řízených střel RIM-162 ESSM, jeden raketový systém pro bodovou obranu RIM-116 RAM, protiponorkový raketomet ASW-610 a dva trojhlavňové 324mm protiponorkové torpédomety. Měla být rovněž vybavena vrtulníkem, uskladněným v palubním hangáru. Pohonný systém měl být koncepce CODAG se dvěma diesely a jednou plynovou turbínou General Electric LM2500. Nejvyšší rychlost měla přesáhnout 30 uzlů.

### Oceánská hlídková loď

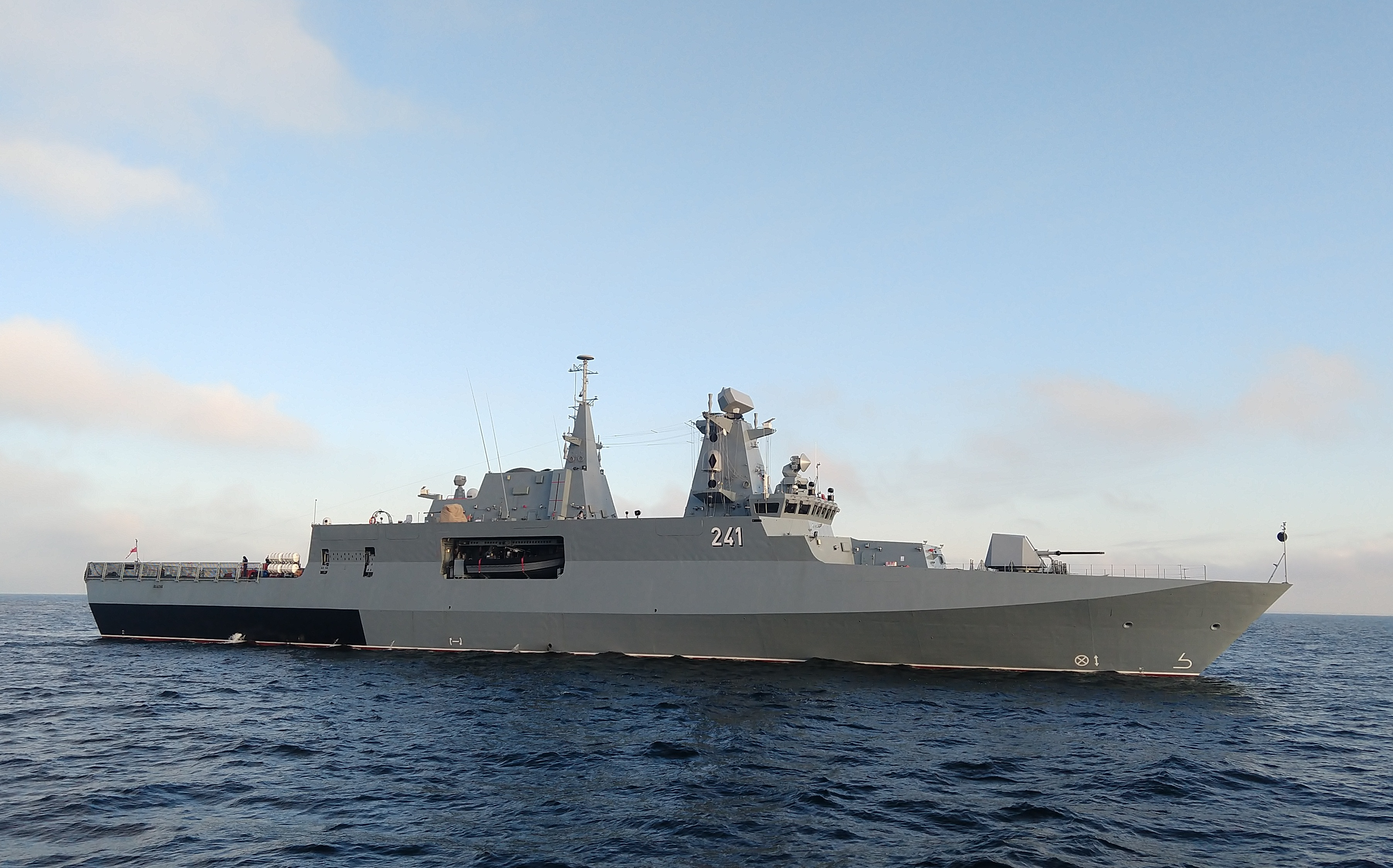
Hlídková loď Ślązak po dokončení

Hlídková loď Ślązak má oproti původně plánovaným korvetám výrazně slabší výzbroj a jednodušší elektroniku, kterou dodala společnost Thales. Je vybaveno bojovým řídícím systémem Tacticos, přehledovým radarem SMART-S Mk.2, systémem řízení palby STING-EO Mk.2, elektro-optickým systémem Mirador a datalinkem Link 11/16. Je vyzbrojeno 76mm kanónem OTO Melara ve věži na přídi, dvěma 30mm kanóny ve zbraňových stanicích OTO Melara Marlin-WS a čtyřmi 12,7mm kulomety WKM-B. K obraně proti napadení ze vzduchu slouží čtyři protiletadlové raketové komplety krátkého dosahu Grom. Plavidlo nese dva rychlé čluny RHIB, z nichž první je typ Markos MK-500 dlouhý 5,3 metru a druhý Markos MK-790 dlouhý 7,9 metru. Pohonný systém je koncepce CODAG se dvěma diesely MTU o celkovém výkonu 8812 hp a jednou plynovou turbínou General Electric LM2500 o výkonu 29 920 hp. Nejvyšší rychlost měla přesáhnout 30 uzlů. Manévrovací schopnosti plavidla zlepšuje příďové dokormidlovací zařízení.